# Algodoneros de Unión Laguna
Les Algodoneros de Unión Laguna sont un club mexicain de baseball de la Ligue mexicaine de baseball située à Torreón. Les Vaqueros qui comptent deux titres de champions, évoluent à domicile à l'Estadio Revolución, enceinte de 12 000 places.

## Histoire

Ancien logo

Le club est créé en 1940 sous le nom d'Algodoneros del Unión Laguna. Changement de direction à la tête du club en 2003 et nouveau nom : Vaqueros Laguna.

## Palmarès
- Champion de la Ligue mexicaine de baseball (2) : 1942, 1950.
- Vice-champion de la Ligue mexicaine de baseball (7) : 1943, 1949, 1952, 1974, 1976, 1978, 1990.